# Fun in Acapulco
Fun in Acapulco è il 14° album in studio di Elvis Presley, pubblicato nel 1963 negli Stati Uniti, contenente la colonna sonora del film L'idolo di Acapulco, da lui interpretato.

## Produzione
Le sedute di registrazione ebbero luogo presso lo studio Radio Recorders a Hollywood il 22 e 23 gennaio 1963, e presso lo Studio B RCA a Nashville, Tennessee, il 26 e 27 maggio 1963. Il disco raggiunse la terza posizione della classifica Top Pop Albums negli Stati Uniti.
Le composizioni presenti nell'album risentono della fascinazione per l'atmosfera esotica della musica dell'America Latina che Elvis provava in quel periodo. Quindi la colonna sonora di un film ambientato in Messico non poteva che fornire agli autori di Presley spunto per comporre brani dai titoli latineggianti come Marguerita, El Toro, Bossa Nova Baby, e Vino Dinero y Amor. Inoltre fu incluso anche il vecchio standard degli anni trenta Guadalajara di Pepe Guizar. A parte il singolo principale, la briosa Bossa Nova Baby ricordata ancora oggi, il resto del materiale non è memorabile. Ma nel 1963, le quotazioni di Elvis erano ancora molto alte, e l'album ebbe un buon successo commerciale volando fino alla posizione numero 3 in classifica.
Dall'album fu estratto come singolo il brano Bossa Nova Baby che arrivò nei negozi un mese prima dell'uscita dell'album contenente la colonna sonora, in abbinamento con la canzone Witchcraft di Dave Bartholomew come B-side. Il fatto che il fenomeno della bossa nova fosse originario del Brasile e non del Messico come erroneamente lasciato intendere dalla canzone, non impedì al singolo di raggiungere l'ottava posizione nella classifica Billboard Hot 100.

## Tracce

### Lato 1
| Traccia | Registrazione | Titolo                            | Autore                                 | Durata |
| ------- | ------------- | --------------------------------- | -------------------------------------- | ------ |
| 1.      | 1/23/63       | Fun in Acapulco                   | Ben Weisman e Sid Wayne                | 2:30   |
| 2.      | 1/22/63       | Vino Dinero y Amor                | Sid Tepper e Roy C. Bennett            | 1:55   |
| 3.      | 1/22/63       | Mexico                            | Sid Tepper e Roy C. Bennett            | 1:59   |
| 4.      | 1/23/63       | El Toro                           | Bill Giant, Bernie Baum, Florence Kaye | 2:42   |
| 5.      | 1/22/63       | Marguerita                        | Don Robertson                          | 2:42   |
| 6.      | 1/22/63       | The Bullfighter Was A Lady        | Sid Tepper e Roy C. Bennett            | 2:04   |
| 7.      | 1/23/63       | No Room to Rhumba in A Sports Car | Fred Wise e Dick Manning               | 1:53   |

### Lato 2
| Traccia | Registrazione | N° Catal. | Data    | Pos. Clas. | Titolo                         | Autore                                 | Durata |
| ------- | ------------- | --------- | ------- | ---------- | ------------------------------ | -------------------------------------- | ------ |
| 1.      | 1/22/63       |           |         |            | I Think I'm Gonna Like It Here | Don Robertson e Hal Blair              | 2:53   |
| 2.      | 1/22/63       | 47-8243   | 10/1/63 | numero 8   | Bossa Nova Baby                | Jerry Leiber e Mike Stoller            | 2:02   |
| 3.      | 1/23/63       |           |         |            | You Can't Say No in Acapulco   | Sid Feller, Dolores Fuller, Lee Morris | 1:55   |
| 4.      | 1/23/63       |           |         |            | Guadalajara                    | Pepe Guizar                            | 2:43   |
| 5.      | 5/26/63       |           |         |            | Love Me Tonight                | Don Robertson                          | 2:00   |
| 6.      | 5/27/63       |           |         |            | Slowly But Surely              | Ben Weisman e Sid Wayne                | 2:12   |

## Formazione
- Elvis Presley - voce
- The Jordanaires - cori
- The Amigos - cori
- Anthony Terran, Rudolph Loera - tromba
- Scotty Moore, Barney Kessel - chitarra elettrica
- Tiny Timbrell - chitarra elettrica, mandolino
- Dudley Brooks - pianoforte
- Ray Seigel - basso
- Emil Radocchia - percussioni
- D. J. Fontana, Hal Blaine - batteria

## Ristampa del 2003 (serieFollow That Dream)
1. Fun in Acapulco - 2:29
2. Vino, Dinero Y Amor - 1:53
3. Mexico - 1:58
4. El Toro - 2:41
5. Marguerita - 2:39
6. The Bullfighter Was a Lady - 2:02
7. (There’s) No Room to Rhumba in a Sports Car - 1:52
8. I Think I'm Gonna Like It Here - 2:51
9. Bossa Nova Baby - 2:02
10. You Can't Say No in Acapulco - 1:54
11. Guadalajara - 2:43
12. Love Me Tonight - 2:00
13. Slowly But Surely - 2:14
14. Mexico (take 7) - 1:58
15. The Bullfighter Was a Lady (remake take 17) - 2:01
16. I Think I’m Gonna Like It Here (remake takes 18, 19) - 2:35
17. Bossa Nova Baby (takes 1, 2) - 2:53
18. The Bullfighter Was a Lady (takes 4, 5, 6) - 3:52
19. Marguerita (take 6) - 2:51
20. I Think I'm Gonna Like It Here (take 1) - 2:51
21. Mexico (takes 1, 2) - 2:41
22. You Can't Say No in Acapulco (takes 1, 2, 3, 4) - 3:11
23. Guadalajara (take 2) - 2:27
24. Bossa Nova Baby (take 3) - 2:48
25. Mexico (take 6) - 2:10
26. I Think I'm Gonna Like It Here (takes 11, 12, 13-remake) - 3:54
27. Guadalajara (takes 3, 4) - 2:55